# 옐레나 니콜라예바
옐레나 니콜라예프나 니콜라예바(러시아어: Елена Николаевна Николаева, 1966년 2월 1일 ~ )는 러시아의 경보 선수이다.
추바시 공화국의 아크시키에서 태어난 니콜라예바의 첫 국제적 성과는 1987년 세계 육상 선수권 대회에서 10km 경보 5위였다.
1992년 바르셀로나 올림픽에서 천위에링에 밀려 은메달을 획득하였다. 4년 후, 20km로 재편성된 10km 거리 종목에서 두번째이자 마지막 올림픽 챔피언이 되었다.
물론 더욱 긴 거리를 다루는 데 증명한 그녀는 2003년 세계 육상 선수권 대회에서 타이틀을 우승하였다.